# División-A 2014
La División-A 2014 fue la decimocuarta edición de la primera división de fútbol de Tuvalu. Se disputó entre el 22 de febrero y el 5 de abril en el Estadio Deportivo de Tuvalu localizado en Funafuti. La cantidad de equipos aumentó a ocho, en comparación con los seis que jugaron la edición anterior.
El Nauti FC se coronó campeón por novena vez en su historia.

## Equipos participantes
| Equipo         | Isla       |
| -------------- | ---------- |
| Lakena United  | Nanumea    |
| Manu Laeva     | Nukulaelae |
| Ha'apai United | Nanumanga  |
| Nauti FC       | Funafuti   |
| FC Niutao      | Niutao     |
| Nui FC         | Nui        |
| Tumanuku       | Nukufetau  |
| FC Tofaga      | Vaitupu    |

## Clasificación
| Pos | Equipo         | PJ | G | E | P | GF | GC | Dif | Pts |
| --- | -------------- | -- | - | - | - | -- | -- | --- | --- |
| 1   | Nauti FC       | 7  | 5 | 2 | 0 | 21 | 8  | 13  | 17  |
| 2   | FC Tofaga      | 7  | 5 | 0 | 2 | 17 | 11 | 6   | 15  |
| 3   | Ha'apai United | 7  | 4 | 1 | 2 | 12 | 8  | 4   | 13  |
| 4   | Lakena United  | 7  | 2 | 3 | 3 | 16 | 15 | 1   | 9   |
| 5   | Manu Laeva     | 7  | 2 | 2 | 3 | 18 | 16 | 2   | 8   |
| 6   | Nui FC         | 7  | 2 | 2 | 3 | 10 | 16 | -6  | 8   |
| 7   | Tumanuku       | 6  | 1 | 1 | 4 | 12 | 16 | -4  | 4   |
| 8   | FC Niutao      | 6  | 0 | 1 | 5 | 7  | 23 | -16 | 1   |

J: partidos jugados; G: partidos ganados; E: partidos empatados; P: partidos perdidos; GF: goles a favor;
 GC: goles en contra; DG: diferencia de goles; Pts: puntos

|  |

## Resultados
| FC Tofaga     | 6 - 1 | FC Niutao      | 22 de febrero |
| Nauti FC      | 5 - 2 | Tumanuku       | 22 de febrero |
| Lakena United | 5 - 3 | Manu Laeva     | 22 de febrero |
| Nui FC        | 1 - 2 | Ha'apai United | 24 de febrero |

| Nauti FC      | 7 - 2 | FC Niutao      | 1 de marzo |
| FC Tofaga     | 3 - 1 | Manu Laeva     | 1 de marzo |
| Tumanuku      | 7 - 1 | Nui FC         | 1 de marzo |
| Lakena United | 2 - 2 | Ha'apai United | 1 de marzo |

| FC Tofaga  | 2 - 1 | Ha'apai United | 8 de marzo |
| Manu Laeva | 5 - 2 | FC Niutao      | 8 de marzo |
| Tumanuku   | 1 - 1 | Lakena United  | 8 de marzo |
| Nauti FC   | 2 - 0 | Nui FC         | 8 de marzo |

| FC Tofaga  | 2 - 1 | Tumanuku       | 15 de marzo |
| Manu Laeva | 1 - 3 | Ha'apai United | 15 de marzo |
| Nauti FC   | 2 - 2 | Lakena United  | 15 de marzo |
| Nui FC     | 0 - 0 | FC Niutao      | 15 de marzo |

| Manu Laeva     | 5 - 1 | Tumanuku  | 22 de marzo |
| Nauti FC       | 2 - 0 | FC Tofaga | 22 de marzo |
| Ha'apai United | 2 - 1 | FC Niutao | 22 de marzo |
| Lakena United  | 2 - 3 | Nui FC    | 22 de marzo |

| FC Tofaga      | 2 - 4 | Nui FC        | 29 de marzo |
| Manu Laeva     | 2 - 2 | Nauti FC      | 29 de marzo |
| FC Niutao      | 2 - 3 | Lakena United | 29 de marzo |
| Ha'apai United | 2 - 0 | Tumanuku      | 29 de marzo |

| Nauti FC   | 1 - 0         | Ha'apai United | 5 de abril |
| FC Tofaga  | 2 - 1         | Lakena United  | 5 de abril |
| Manu Laeva | 1 - 1         | Nui FC         | 5 de abril |
| FC Niutao  | No se disputó | Tumanuku       | 5 de abril |

| Bandera de Tuvalu           |
| Campeón Nauti FC 9.º título |